# World Nuclear University
La World Nuclear University (WNU) en abrégé, est un partenariat éducatif fondé en 2003 entre l'Agence internationale de l'énergie atomique (AIEA), l'Agence pour l'énergie nucléaire (AEN), l'Association mondiale des exploitants nucléaires (WANO) et l'Association nucléaire mondiale (ANM/WNA) à l'occasion du cinquantième anniversaire de l'initiative « Atomes pour la paix » du président américain Dwight David Eisenhower.

## Objectifs
À but non lucratif, elle a été reconnue par les Nations unies comme étant en faveur du développement durable. Au travers de ses différents programmes de par le monde, WNU axe ses actions éducatives uniquement sur l'usage pacifique de l'énergie nucléaire et des radioéléments. Elle s'adresse  principalement aux professionnels des secteurs concernés, les aidant à améliorer leur compréhension globale du monde dans lequel leur industrie évolue aujourd'hui, les différentes opportunités, contraintes et obligations auxquelles leur profession doit faire face, et devra faire face à l'avenir. Leurs qualités de  « Leadership » sont développées au travers de programmes mettant en avant la nécessaire coopération entre professionnels de tous pays, propre à relever au mieux les défis du XXIe siècle dans les domaines clés de l'énergie, de la lutte contre l'effet de serre et de la santé publique. 
La WNU tire ses forces de son partenariat avec l'industrie, les organismes gouvernementaux et le monde académique. Ne délivrant pas de diplômes, n'ayant pas de curriculum formellement établi, ni de locaux en propre, elle appuie la qualité de ses actions éducatives sur le transfert de connaissance et de savoir-faire entre générations. En date de septembre 2011, plus de 2200 professionnels et étudiants de plus de 60 pays différents ont participé à un de ses programmes à travers le monde.